# Polina Lubenez
Polina Lubenez (ukrainisch Поліна Лубенець, wiss. Transliteration Polina Lubenecʹ, * 25. Februar 2005) ist eine ukrainische Eishockeyspielerin.

## Karriere
Nachdem Polina Lubenez zur Beginn der Saison 2022/23 für Almtuna IS in der Division 1, der zweithöchsten Liga im schwedischen Eishockey, gespielt hatte, schloss sie sich für die Playoffs dem slowakischen Verein MHK Martin an. Mit ihrer neuen Mannschaft erreichte sie die Finalserie, wo man auf Popradske lisky traf. Durch einen Sieg im entscheidenden fünften Spiel konnte man sich den slowakischen Meistertitel sichern.

### International
Von dem Nationalen Olympisches Komitee der Ukraine wurde Polina Lubenez für die Olympischen Jugend-Winterspiele 2020 in Lausanne nominiert und nahm dort am 3×3-Turnier der Mädchen teil. Sie gehörte dabei dem Team Orange an und belegte mit dieser Mannschaft den achten Platz.

## Erfolge und Auszeichnungen
- 2023 Slowakischer Meister mit dem MHK Martin